# Begonia robusta
Espèce
Synonymes
- Begonia robusta var. glabriuscula (A.DC.) J.Door. ex F.A.Barkley & Golding[1]
- Begonia splendida A.DC.[1]
- Casparya robusta (Blume) A.DC.[1]
- Platycentrum robustum (Blume) Miq.[1]
- Sphenanthera robusta (Blume) Hassk. ex Klotzsch[1]

Begonia robusta est une espèce de plantes de la famille des Begoniaceae.
L'espèce fait partie de la section Sphenanthera.
Elle a été décrite en 1827 par Carl Ludwig Blume (1789-1862).

## Répartition géographique
Cette espèce est originaire du pays suivant : Indonésie.

## Liste des variétés
Selon Tropicos (23 février 2017) (Attention liste brute contenant possiblement des synonymes) :
- variété Begonia robusta var. glabriscula J. Door. ex F.A. Barkley & Golding
- variété Begonia robusta var. glabriuscula J. Door.
- variété Begonia robusta var. hirsutior Golding & Kareg.
- variété Begonia robusta var. robusta
- variété Begonia robusta var. rubra Warb.